# Мельник, Лариса Вадимовна
Лариса Вадимовна Мельник (род. 13 декабря 1962, Кривой Рог, Днепропетровская область) — российский государственный деятель. Сенатор Совета Федерации Федерального собрания Российской Федерации от законодательной власти города Севастополя с 19 сентября 2024 года. Вошла в Комитет по Регламенту и организации парламентской деятельности.

## Биография
Родилась 13 декабря 1962 года в Кривом Роге Днепропетровской области Украинской ССР.
В 1988 году окончила Киевский государственный университет им. Т. Г. Шевченко по специальности «политолог, преподаватель политических дисциплин», в 1994 году — Одесский государственный университет им. И. И. Мечникова, получив специальность юриста.
В 1988 году переехала в Севастополь .
Занималась общественно-политической деятельностью.  Руководила общественной организацией «МОСКИТ» ("Молодежь отстоит севастопольскую культуру, историю, традиции"), созданной в 2008 году.
В 2014 году участвовала в организации и проведении массовых митингов протеста в Севастополе под антиправительственными и пророссийскими лозунгами. Входила в инициативную группу по организации митинга народной воли 23 февраля 2014 года, участники которого выступили против нового украинского руководства и за воссоединение Крыма и Севастополя с Россией.
Была руководителем информационно-консультационного поста Севастопольского координационного совета и членом оргкомитета по подготовке и проведению референдума о статусе Крыма и Севастополя 16 марта 2014 года.
С 2014 по 2017 годы — заместитель руководителя, с 2017 по 2024  — руководитель севастопольского регионального исполкома «Общероссийского народного фронта» (ОНФ).
С сентября 2014 по декабрь 2023 годы — депутат совета Ленинского муниципального округа I-III созывов от «Единой России». Избиралась 14 сентября 2014 года (42,55% голосов избирателей), 18 сентября 2016 года (27,95%) и 13 сентября 2020 года (38,72%). Являлась главой местной администрации внутригородского муниципального образования города Севастополя — Ленинского муниципального округа.
В 2015—2018 гг. — заместитель председателя ассоциации «Совет муниципальных образований города Севастополя».
В 2017 году была членом общероссийской инициативной группы по выдвижению Владимира Путина на выборы президента РФ, в 2018 году — членом севастопольского городского избирательного штаба кандидата в президенты России Владимира Путина.
В марте 2020 года стала одним из инициаторов создания волонтерского движения «Мы вместе - Севастополь».
В декабре 2023 года вошла в состав инициативной группы по выдвижению Владимира Путина кандидатом на выборы президента РФ в 2024 г. В 2024 году — сопредседатель севастопольского городского избирательного штаба и доверенное лицо кандидата в президенты России Владимира Путина.
8 сентября 2024 года была избрана депутатом Законодательного собрания Севастополя III созыва. Баллотировалась от «Единой России», на выборах возглавляла список кандидатов от партии. Сложила депутатский мандат в связи с переходом в Совет Федерации РФ.
С сентября 2024 года — сенатор РФ,  представитель от Законодательного собрания Севастополя в Совете Федерации России. Была наделена полномочиями 19 сентября 2024 года. Сменила в Совфеде Сергея Колбина.
Член Всероссийской политической партии «Единая Россия» (с 2014 года). Член политсовета севастопольского регионального отделения партии (с 2023 года).